# Movimiento Patriótico Popular
El Movimiento Patriótico Popular (en finés: Isänmaallinen kansanliike, IKL; en sueco: Fosterländska folkrörelsen) fue un partido político nacionalista y anticomunista finlandés. El IKL fue el sucesor del Movimiento Lapua previamente prohibido. Existió desde 1932 hasta 1944 y tenía una ideología similar a su predecesor, excepto que el IKL participó en las elecciones, con éxito limitado.

## Formación
El IKL se fundó en una conferencia el 5 de junio de 1932 como continuación del Movimiento Lapua. Los tres miembros fundadores principales fueron Herman Gummerus, Vilho Annala y Erkki Räikkönen. El líder Lapua, Vihtori Kosola, fue encarcelado por su participación en la rebelión de Mäntsälä en el momento de la formación, pero el liderazgo se mantuvo oficialmente en reserva para él y otros rebeldes destacados, en particular Annala y Bruno Salmiala, que participaron en la formación del IKL.

## Estructura

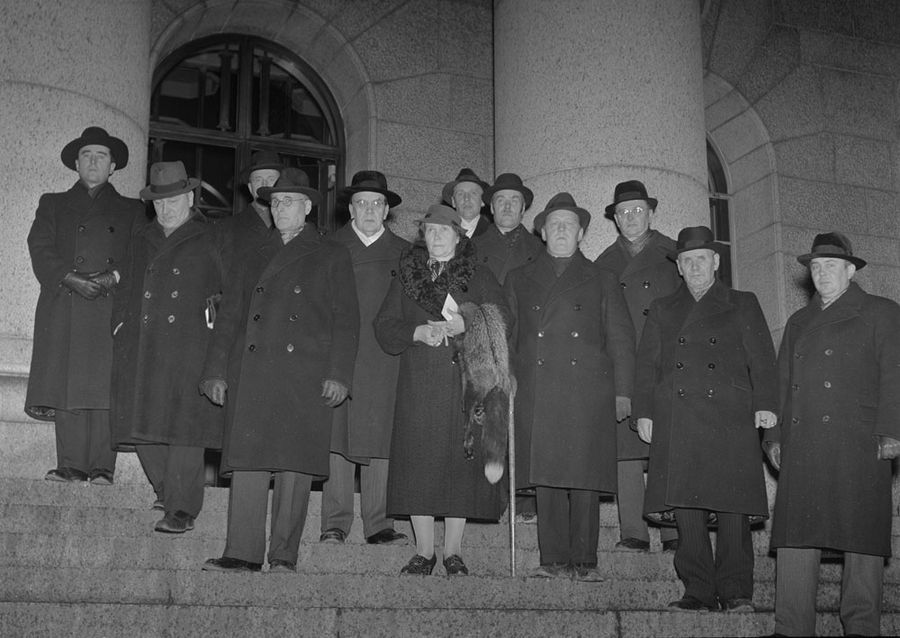
Grupo parlamentario del IKL de pie frente a la Eduskunta.

Ideológicamente, el IKL era fervientemente nacionalista y anticomunista, y respaldaba una política exterior agresiva contra la Unión Soviética y hostilidad hacia el idioma sueco. La creación de una Gran Finlandia fue un objetivo importante para el partido. Muchos de sus líderes eran sacerdotes o participantes del movimiento pietista principalmente ostrobotniano llamado Herännäisyys. Su propósito era ser la conciencia moral cristiana del parlamento. También estuvo activa una tendencia más dura, centrada en Bruno Salmiala.
El uniforme del IKL era una camisa negra con corbata azul, inspirada en los fascistas italianos, y también en el movimiento Herännäisyys, en el que era tradición usar ropa negra. Los miembros también usaban el saludo romano.
El IKL tenía su propia organización juvenil, llamada Sinimustat (Azul-negros), cuyos miembros estaban entrenados en combate. Fue dirigido por Elias Simojoki, un sacerdote carismático. Los sinimustat fueron prohibidos en 1936 (aunque fueron reformados inmediatamente como Mustapaidat (Camisas Negras)).
El partido recibió su principal apoyo de los agricultores adinerados, la clase media educada, los funcionarios públicos, el clero luterano y los estudiantes universitarios. Geográficamente, el IKL obtuvo su mayor porcentaje de votos en los municipios del sur de Ostrobotnia como Kuortane, Lapua e Ilmajoki.

## Relación con otros partidos políticos

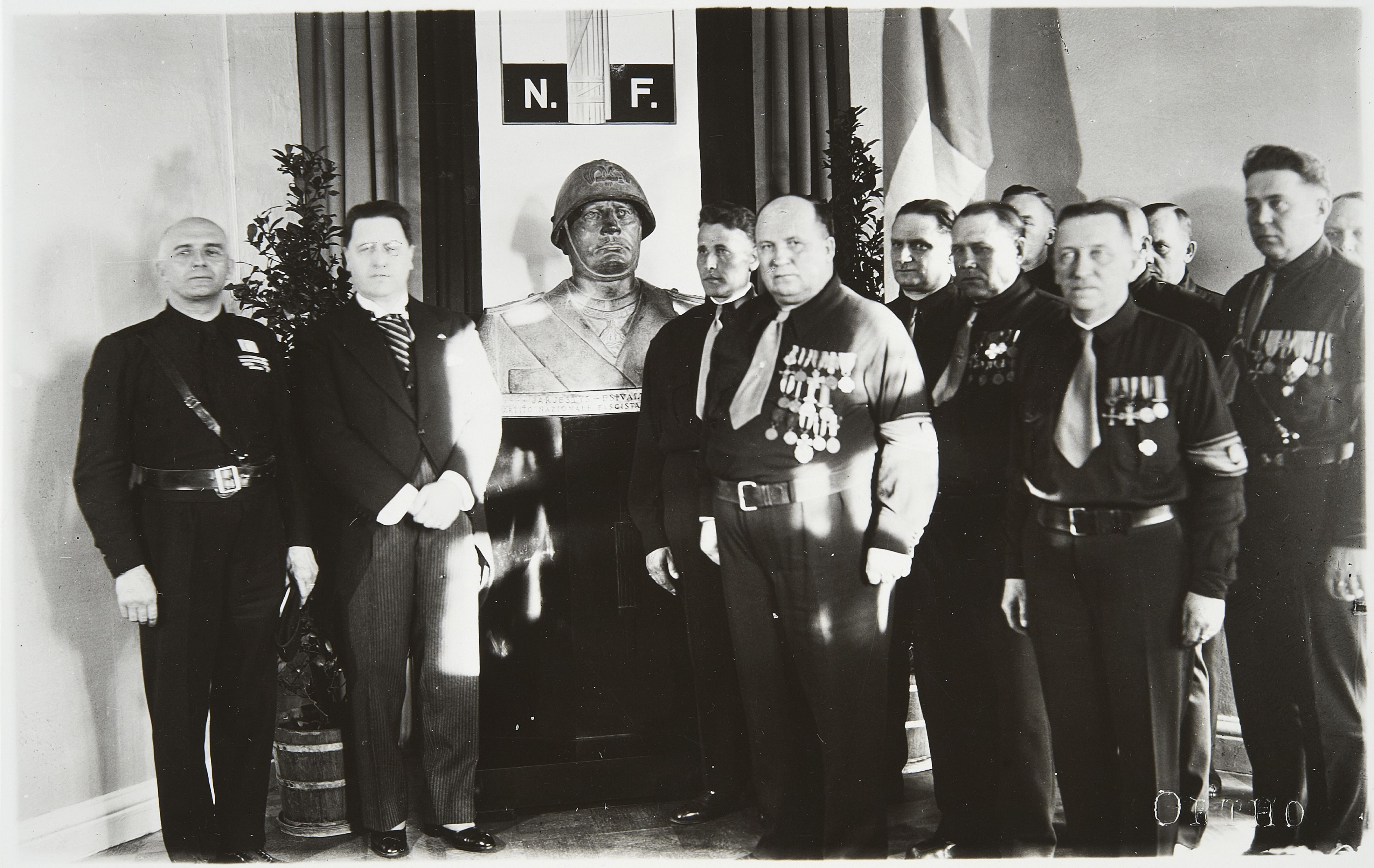
Los líderes del IKL recibieron un busto de Mussolini de una delegación italiana el 7 de junio de 1933. De izquierda a derecha: el enviado especial italiano Gray, el embajador italiano Tamaro, Vilho Annala, Vihtori Kosola, Bruno Salmiala, Juhana Malkamäki y Eino Tuomivaara.

El IKL participó en las elecciones parlamentarias. En 1933 su lista electoral se unió a la del Partido Coalición Nacional (Kokoomus) y obtuvo 14 escaños de 200. Kokoomus pasó de 42 a 18 escaños. Después del colapso, Juho Kusti Paasikivi fue elegido presidente de Kokoomus. Convirtió a su partido en la voz de las grandes empresas y, como tal, no tenía interés en las tácticas de acción directa del IKL, por lo que eliminó a los simpatizantes del IKL declarados del partido.
El IKL fue objeto de un escrutinio cada vez mayor por parte del gobierno y estaba sujeto a dos leyes diseñadas para detener su progreso. En 1934 se aprobó una ley que permitía la supresión de la propaganda que desacataba al gobierno o la constitución y se usaba contra el movimiento, mientras que al año siguiente entró una ley que prohibía los uniformes políticos y las organizaciones uniformadas privadas, que afectó gravemente al Sinimustat en particular.
El IKL mantuvo sus 14 escaños en las elecciones de 1936, pero se vio debilitado por la abrumadora victoria de la próxima coalición socialdemócrata-agraria, bajo el mando del primer ministro Aimo Kaarlo Cajander, que reemplazaría en la primavera de 1937 al gobierno minoritario centrista de Kyösti Kallio, que a su vez, reemplazó al gobierno minoritario de derechas de Toivo Mikael Kivimäki. El nuevo y fuerte gobierno actuó contra el IKL, y Urho Kekkonen, el entonces ministro del Interior, entabló acciones legales contra el movimiento a finales de 1938. Sin embargo, los tribunales no encontraron motivos suficientes para prohibir el IKL. A pesar de esto, la prosperidad experimentada bajo el gobierno de Cajander golpeó al IKL y en las elecciones de 1939 lograron únicamente ocho escaños. Kekkonen fue uno de los dos principales opositores del IKL al gobierno que luego se convertiría en presidentes de Finlandia, siendo el otro Juho Kusti Paasikivi.

## Últimos años

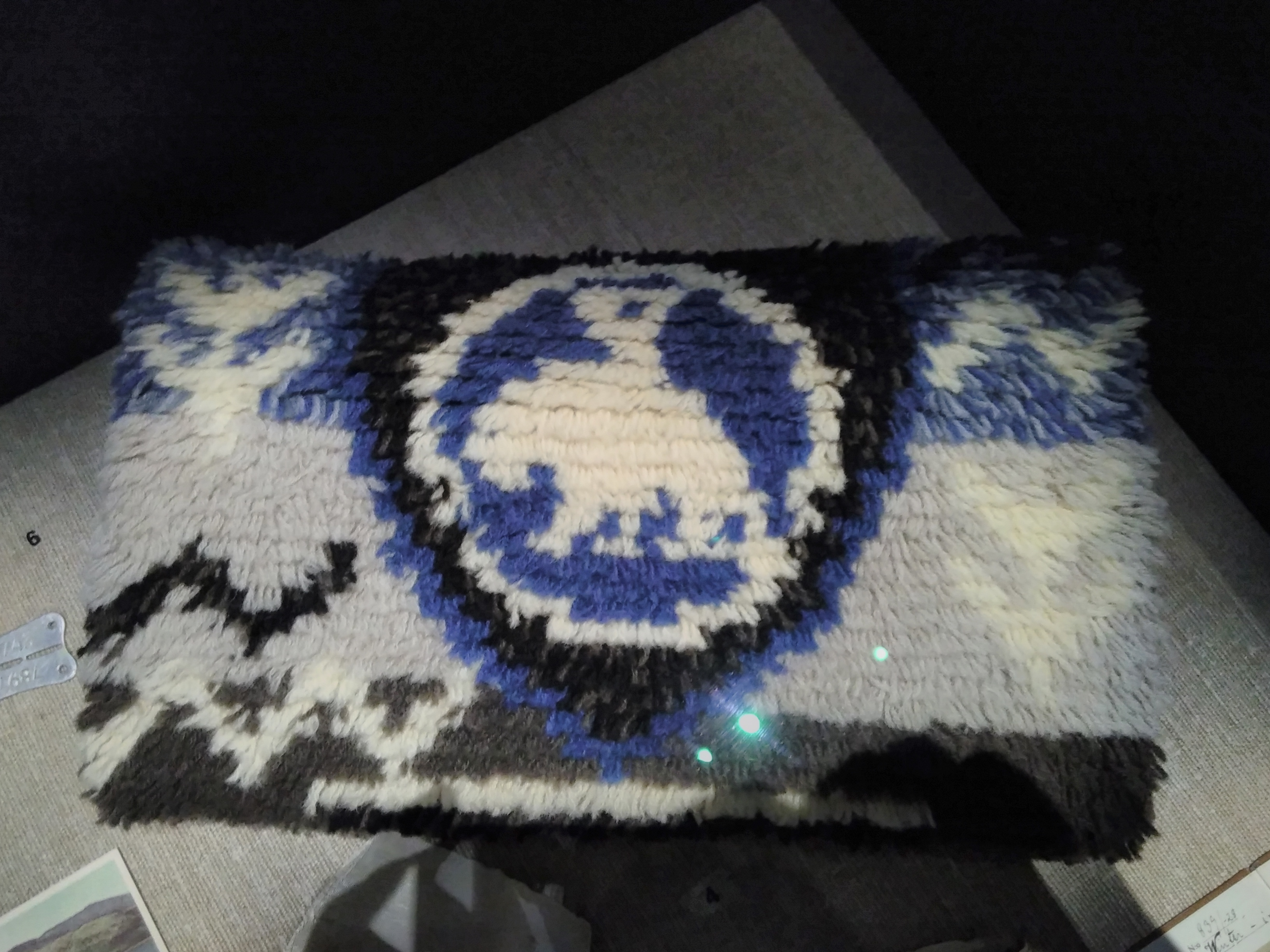
Tejido con el emblema del Movimiento Lapua o del Movimiento Patriótico Popular, visto en el Museo Nacional de Finlandia.

La Guerra de Invierno, y en particular el Tratado de Paz de Moscú, fueron vistas por el IKL y sus simpatizantes como la prueba definitiva del fracaso de la política exterior del gobierno parlamentario. Durante el año posterior a la Guerra de Invierno, la política exterior de Finlandia cambió drásticamente, en general para corresponder con la del IKL, y Annala incluso fue incluido en el Gabinete en enero de 1941, cuando todos los partidos del parlamento menos uno estaban representados. Sin embargo, el precio de este reconocimiento fue el fin de los ataques del IKL al sistema y, como tal, el fin efectivo de la misma razón por la que tenía soporte. Después de que el entusiasmo inicial de la Guerra de Continuación en 1941 se desvaneciera durante el primer invierno, el IKL no fue incluido en el gabinete de Edwin Linkomies en la primavera de 1943.
A raíz de la Guerra de Continuación, el IKL fue prohibido, por insistencia de la Unión Soviética, cuatro días después de la firma del armisticio entre Finlandia y la Unión Soviética el 19 de septiembre de 1944.
Las iniciales IKL regresaron a la escena política de extrema derecha en 1993 con la fundación de Isänmaallinen Kansallis-Liitto por Matti Järviharju. El nuevo movimiento desapareció en 1998.

## Seguidores distinguidos del IKL
- Arne Somersalo, comandante de la Fuerza Aérea Finlandesa 1920-26, diputado del IKL.
- Paavo Susitaival, Teniente coronel, diputado del IKL.
- Paavo Talvela, General.
- Rolf Nevanlinna, matemático, profesor, rector de la Universidad de Helsinki.
- Vilho Lampi, pintor.[19]
- Elias Simojoki, clérigo, diputado del KL.
- Hilja Riipinen, la única diputada femenina.

## Resultados electorales
| Año  | Votos  | Votos | Votos  | Escaños | Escaños       | Resultado | Posición |
| Año  | #      | %     | ± pp   | #       | ±             | Resultado | Posición |
| ---- | ------ | ----- | ------ | ------- | ------------- | --------- | -------- |
| 1936 | 97.891 | 8,34% | + 8,34 | 14/200  | 14            | Oposición | 5.º      |
| 1939 | 86.219 | 6,65% | + 6,65 | 8/200   | Decrecimiento | Oposición | 5.º      |